# Namaqualand
Namaqualand är ett område i Sydafrika och Namibia.
Området består av Stora Namaqualand, det stora platålandet i södra Sydvästafrika, mellan Oranjeflodens nedersta lopp och ungefär 23° sydlig breddgrad och Lilla Namaqualand, söder om Oranjeflodens mynning. Området består mestadels av öken. Näringar är fåruppfödning samt diamant- och kopparutvinning. Över hela området bor namafolket, en undergrupp av khoikhoi. Större delen av områdena i väst är avspärrade och underlagda passtvång på grund av stora diamantförekomster.